# Giuseppe Campari
Cavaliere Giuseppe Campari, italijanski dirkač in operni pevec, * 8. junij 1892, Graffignana, Italija † 10. september 1933, Monza, Italija.

## Življenjepis
Giuseppe Campari se je rodil 8. junija 1892 v italijanskem mestu Lodi. Že kot najstnik se je zaposlil v avtomobilski tovarni Alfa Romeo, sčasoma pa je napredoval v testni oddelek, kjer je že tudi tekmoval na manjših gorskih dirkah v tovarniških avtomobilih. Leta 1914 je v starosti enaindvajsetih let opozoril nase s četrtim mestom na dirki Targa Florio, toda ravno takrat je njegovo kariero je prekinila prva svetovna vojna.
Po koncu vojne se je dirkanje nadaljevalo v sezoni 1920, ko je Campari dosegel svojo prvo pomembnejšo zmago na dirki Velika nagrada Mugella v Toskani. V naslednji sezoni 1921 je ubranil zmago na dirki Velika nagrada Mugella, ter dosegel tretje mesto na dirki Targa Florio. Naslednjo večjo zmago je dosegel v sezoni 1924, ko je dobil dirko za Veliko nagrado Francije, takrat je bil del zmagovite trojice Alfe Romeo, ob njem sta dirkala še Count Gastone Brilli-Peri in Antonio Ascari v dirkalniku Alfa Romeo P2, ki ga je načrtoval Vittorio Jano.
Sezona 1925 je bila za Camparija manj uspešna, saj se je moštvo Alfe Romeo po smrti Ascarija umaknilo z dirke za Veliko nagrado Francije. Po sezoni 1926 v kateri je dominiral Maserati, je Campari naslednjo zmago dosegel v sezoni 1927, ko je dobil dirko Coppa Acerbo.
V sezoni 1928 je ubranil zmago na dirki Coppa Acerbo, ob tem pa dosegel še svojo prvo zmago na dirki Mille Miglia in drugo mesto na dirki Targa Florio. V naslednji sezoni 1929 je ubranil zmago na dirki Mille Miglia. Na dirki za Veliko nagrado Irske pa mu je v oko priletel manjši kamen, toda ni utrpel hujše poškodbe. 
Pred sezono 1931 se je moštvu Alfe Romeo pridružil Tazio Nuvolari. Skupaj sta zmagala na prvi prvenstveni dirki sezone za Veliko nagrado Italije, kar jima je v Italiji prineslo status narodnega junaka, saj je v predhodnih treh dirkah za Veliko nagrado Italije vselej zmagal francoski dirkač. Na drugi prvenstveni dirki za Veliko nagrado Francije je bil tretji, naslov prvaka v krstni sezoni Evropskega avtomobilističnega prvenstva pa mu je preprečil odstop na tretji in zadnji dirki za  Veliko nagrado Belgije. V tej sezoni je zmagal še na dirki Coppa Acerbo,  v naslednji sezoni 1932 pa ni veliko dirkal, dosegel je le četrto mesto na domači dirki za Veliko nagrado Italije. Pred sezono 1933 se je pridružil moštvu Maseratija v katerem sta dirkala še Baconin Borzacchini in Luigi Fagioli. Še drugič je zmagal na dirki za Veliko nagrado Francije v starosti 41-ih let, zaradi česar se je nameraval upokojiti po koncu sezone. Toda po dvajsetih letih dirkanja brez večje nesreče se je 10. septembra 1933 na dirki za Veliko nagrado Monze na dirkališču  Autodromo Nazionale Monza smrtno ponesrečil, po tem ko ga je iz vodstva na oljnem madežu odneslo v ogrado. Njegov moštveni kolega Baconin Borzacchini, ki je bil takoj za njim na drugem mestu, se ni uspel ogniti razbitinam Camparijevega dirkalnika in se je tudi on smrtno ponesrečil. Po ponovnem štartu dirke pa se je smrtno ponesrečil še poljski dirkač Stanislas Czaykowski, tako da je Velika nagrada Monze 1933 ena najbolj tragičnih v zgodovini motošporta.

## Pomembnejše zmage
- Velika nagrada Mugella 1920, 1921
- Coppa Acerbo 1927, 1928, 1931
- Velika nagrada Francije 1924, 1933
- Velika nagrada Italije 1931
- Mille Miglia 1928, 1929

## Popolni rezultatiEvropskega avtomobilističnega prvenstva
(legenda) (odebeljene dirke pomenijo najboljši štartni položaj)
| Leto | Moštvo     | Make       | 1     | 2     | 3       | Prv | Toč |
| ---- | ---------- | ---------- | ----- | ----- | ------- | --- | --- |
| 1931 | Alfa Corse | Alfa Romeo | ITA 1 | FRA 2 | BEL Ret | 2   | 9   |
| 1932 | Alfa Corse | Alfa Romeo | ITA 4 | FRA   | NEM     | 9=  | 20  |